# シュテファン・ベル
シュテファン・ベル（Stefan Bell, 1991年8月24日 - ）は、ドイツ・ラインラント＝プファルツ州アンダーナッハ出身のサッカー選手。ブンデスリーガ・1.FSVマインツ05所属。ポジションはディフェンダー。

## 経歴
2006年からTuS Mayenのユースチームでキャリアをスタートさせ、2007年、1.FSVマインツ05ユースに移籍した。

## 所属クラブ
- 1.FSVマインツ05 2010-

→ 1860ミュンヘン 2010-2011 (loan)
→ アイントラハト・フランクフルト 2011-2012 (loan)